# Réseau Européen des Triangulations
Das Réseau Européen des Triangulations (RETrig) ist ein Europanetz, an dessen Arbeit in den 1950er Jahren begonnen wurde.
Das RETrig hatte zum Ziel, die Vermessungsnetze möglichst aller europäischen Staaten für internationale Aufgaben und Forschungszwecke vergleichbar zu machen und ihre Ränder in einem einheitlichen Bezugsystem zu berechnen. Dadurch verblieb die Verantwortung und Verfügbarkeit bei den einzelnen Staaten, doch wurden übergreifende Berechnungen möglich. In der IAG bestand dafür eine eigene RETrig-Subkommission, die 1955 auf der IUGG-Generalversammlung in Rom beschlossen wurde.
Aus politischen Gründen wurde jedoch das RETrig nur in Westeuropa verwirklicht (siehe auch ED50 und ED79) und konnte nicht auf den Ostblock ausgedehnt werden. Mit der politischen Wende 1989/90 hatte sich das Projekt insofern erübrigt, als die wachsende Bedeutung von GPS-Vermessungen abzusehen war. Um den neuen Herausforderungen zu begegnen, gründete man statt RETrig die neue IAG-Subkommission EUREF (European Reference Frame). Sie behandelt vor allem die Frage der Bezugssysteme (Geodätisches Datum) und trifft Vorschläge zur besseren internationalen Vergleichbarkeit der geodätischen Basisdaten.

## Projektphasen
Ausgangspunkt des RETrig war das Zentraleuropäische Netz, das im Dritten Reich als weitläufiges Rahmennetz über Mittel- und Mittelosteuropa begonnen und unter US-Führung 1948 fertiggestellt wurde. In den Folgejahren wurde es durch neuere Dreiecksmessungen (Triangulation) ergänzt und bildete als Europäisches Datum 1950 (ED50) für zwei Jahrzehnte ein einheitliches Koordinatensystem für die beteiligten 15 Staaten Mittel- und Westeuropas.
Mit der Gründung der RETrig-Kommission 1955 wurde eine Verbesserung des zunächst nur genähert ausgeglichenen Europanetzes in mehreren Schritten konzipiert:
- Phase I: mathematisch strenger Netzausgleich einer gleichmäßig verdichteten Triangulation mit der Methode des Helmert Blocking, bei dem zwischen den Staaten nur die Daten der grenznahen TPs ausgetauscht werden. Durch Versäumnisse einzelner Länder kam es zu mehreren Verzögerungen. Erst 1978 konnte das auf den Zentralpunkt München bezogene Netz als Europäisches Datum 1977 publiziert werden.
- Phase II: Einbeziehung astrogeodätischer Messungen auf allen TPs, um den Einfluss der Lotabweichungen zu korrigieren, sowie zahlreicher Laplace-Azimute zur Netzversteifung. Das Ergebnis wurde Europäisches Datum 1979 genannt und bildete bis in die 1990er-Jahre den genauesten Koordinatenrahmen Europas.
- Phase III: Einbeziehung von Satelliten-Messungen auf einigen Fundamentalstationen und weiteren 120 Punkten (acht Doppler- und eine GPS-Kampagne, SLR-Lasermessungen). Nach ersten Ergebnissen 1985 wurde das kombinierte Netz am RETrig-Symposium als Europäisches Datum 1987 präsentiert.
- Weiterentwicklung zum ETRS-Bezugsystem ab etwa 1995.